# Paez (Volk)
Die Paez sind ein im Süden Kolumbiens lebendes indigenes Volk.

## Daten und Hintergründe
Sie bezeichnen sich selbst als Nasa. Ihre Sprache heißt Paez, die sie selbst Nasa Yuwe nennen. Sie leben in Cauca, einem Departamento Kolumbiens und dort in 21 Indianerreservaten auf insgesamt 2.764 km² in der schwer zugänglichen Anden-Region Tierradentro. Ihre Anzahl betrug 2011 etwa 138.000 Menschen. Damit sind sie zahlenmäßig eines der größten indigenen Völker Südamerikas. Ungefähr 65 % von ihnen sind christlicher Religion.
Die Paez sind wie alle Andenvölker seit der Conquista stark von der spanischen Kultur beeinflusst. Seit dem 20. Jahrhundert und bis heute ist der Koka-Anbau und die daraus resultierende Drogenkriminalität ein immer wiederkehrendes Problem für die Ethnie. Das indigene Volk der Nasa im Norden des Cauca, befindet sich seit der Kolonialzeit im Widerstandskampf. Die Nasa kämpfen um Autonomie, ihre traditionellen Territorien, Kultur, Sprache, Bräuche, Wissen und für die Realisierung ihres Weltbildes, das auf Harmonie zwischen allen Lebewesen beruht. Sie befinden sich inmitten des bewaffneten Konfliktes zwischen Politik, Militär, Paramilitär und Guerilla.
Dieser negativen Entwicklung setzt sich seit 1971 eine Re-Indigenisierungsbewegung entgegen, die neben Kämpfen um Landrechte intensiv versucht, das ethnische Bewusstsein zu stärken. Die Bewegung geht von einer intellektuellen Elite aus, deren Ziel es ist, fremde Kulturelemente zu verbannen und das präkolumbische Erbe so weit wie möglich wieder zu beleben. Dies gilt sowohl für rituelle Revitalisierung der ethnischen Religion und des Schamanentums (und kommt damit einem Krisenkult nahe), als auch für viele andere Kulturelemente. 1994 kam es zu einem verheerenden Erdbeben im südlichen Stammesgebiet, das den Prozess deutlich festigte und beschleunigte. Die Schamanen deuteten dies als Warnschuss der Mutter Erde und anderer numinoser Geistmächte, weil die Indianer dem kommerziellen westlichen Lebensstil gefolgt seien, der bereits große Schäden an der lebenssichernden Umwelt verursacht hätte.